# Чос-Малаль
Чос-Мала́ль (исп. Chos Malal) — аргентинский город на севере провинции Неукен, в 385 км от столицы провинции, находящийся на национальной автомагистрали № 40.
С 1887 года по 1904 год — столица бывшей территории Неукен. В настоящее время город имеет статус муниципалитета первой категории в классификации муниципалитетов в провинции и является административным центром одноимённого департамента.

## Название
Название города происходит из арауканского языка: название Чос-Малаль означает «жёлтый двор» и происходит от резкого цвета осенних горных лесов, окружающих город, в которых растут местные деревья мейтэн и ломатия.

## Географическое положение
Чос-Малаль расположен на севере провинции и на юге одноимённого департамента. Он находится в долине, окружённой водами рек Кури Леуву и Неукен. Недалеко от города возвышается горная цепь Ла Кордильера дель Вьенто, простирающаяся с юга в север, параллельно Андам. Через город проходит национальная магистраль № 40, в 100 км от границы с провинции Мендоса, в 385 км от Неукена и в 55 км от Андакольо через магистраль № 43.
Климат засушливый, с полусухой и холодной зимой, и жарким и сухим летом. Средняя температура лета — 20º C, средняя температура зимы — 6º C. Самая низкая температура зафиксирована минус 13,9 °C, самая высокая — 40 °C. В течение года осадков выпадает мало, в основном осенью и зимой. Сильные ветры характерны для всех четырёх времён года.

## История
Чос-Малаль был основан 4 августа 1887 года полковником Мануэлем Оласкоагом на базе форта 4-й дивизии как первая столица провинции Неукен. Вопреки приказам генерала Хулио Рока, форт служил базой для операций против индейского населения южнее реки Неукен. В результате арауканские племена восстали против национального правительства, начав военные действия в 1879 году, в местности под названием Чойке мауида. Индейцы поклялись скорее спрыгнуть с обрыва, чем сдаться вражеской армии. Последовала череда кровавых боев и атак на форты. Однако в 1883 году сопротивление арауканов было сломлено и вожди Пурран, Реуке Кура и Шайхуеке Намумкура сдались властям, что привело к окончанию индейских войн. Целью войны был контроль путей караванов по обе стороны Анд. В 1904 году город перестал быть столицей федерального округа, поскольку столица была перенесена в молодой город Неукен, на востоке провинции.

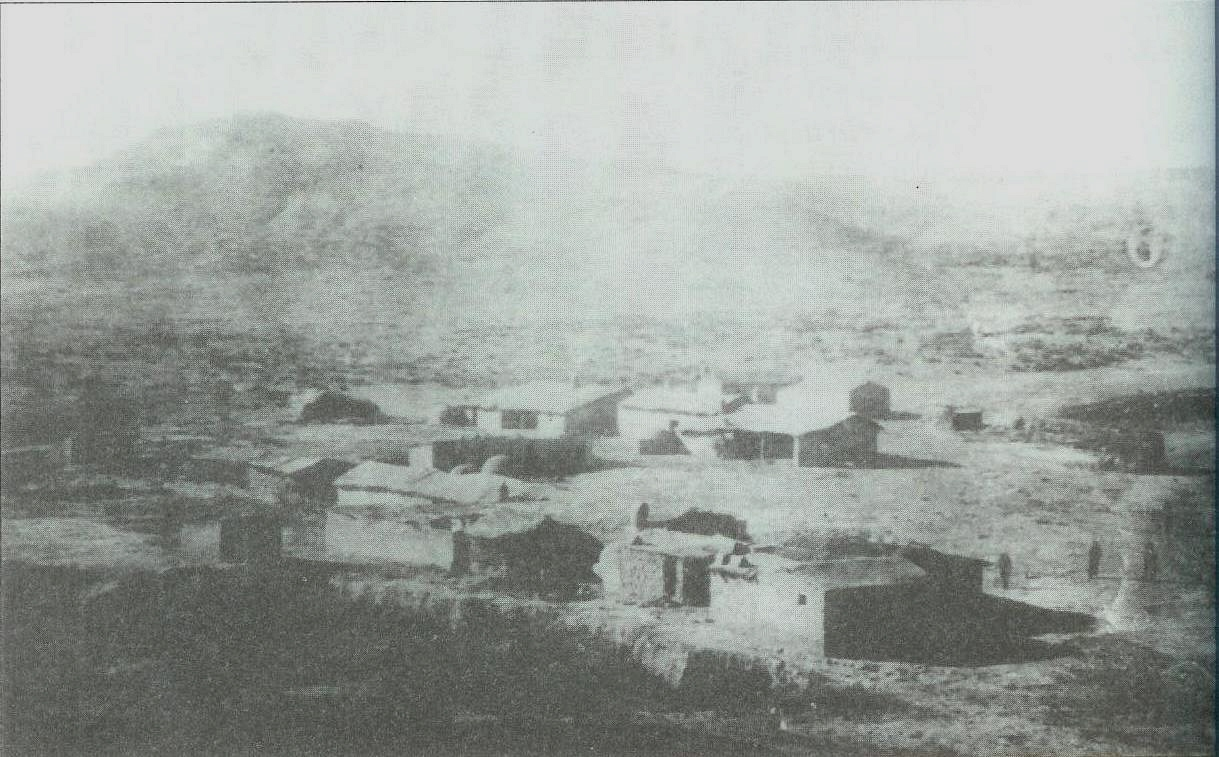
Посёлок близ форта 4-й дивизии в 1883 году

Со дня основания города началось строительство зданий, таких как правительственный дом, а также школы и почты. Сильные и холодные ветра вкупе с переполнением рек во время оттепели осложнили строительство города. Тем не менее, несмотря на удалённость от Буэнос-Айреса, город продолжал расти.
В долинах и на равнинах возле города было начато производство шерсти, сыра и жира. Добыча серебра началась в шахте Campana Mahuida. Местные продукты продавались в Чили, а откуда импортировались сахар, консервы и другие необходимые продукты. После ввода осушительных каналов были посажены первые виноградники и фруктовые деревья. Переселенцы из провинций Мендоса и Сан-Хуан селились в городе для работы в местном сельском хозяйстве.
Были посажены яблони, персики, абрикосы, сливы, айва и грецкие орехи, а также растения для строительства первых местных домов из необожжённых кирпичей с деревянными крышами.
В наши дни Чос-Малаль является самым важным городом на северо-западе провинции Неукен. Город — транспортный узел и является главным региональным центром для близлежащих муниципалитетов Лас-Овехас, Андакольо, Варварко, Бута-Ранкиль и Трикао-Малаль.

## Население
В 1991 году, согласно первой переписи населения, население города составляло 10957 человек. К 2001 году население увеличилось на 33,2 % до 11361 жителей. По данным переписи 2010 года, в городе проживает 13123 человек.

## Достопримечательности
Чос-Малаль был объявлен исторической и культурной столицей провинции. В городе сохранилось множество исторических памятников конца XIX века, такие как дом основателя Мануэля Оласкоага и крепостная башня. Он был построен в архитектурном стиле провинции Мендосы, с каналами у тротуаров для орошения близлежащих деревьев.
В историческом центре города работает Исторический музей Хосе Оласкоага (исп. Museo Histórico José Olascoaga), расположенный на холме, который во время «Завоевания пустыни» был использован как центр операций 4-й дивизии экспедиционной армии. В музее выставляются экспонаты, посвящённые жизни основателя города Мануэля Оласкоага, а также артефакты того времени, когда город был столицей бывшей территории Неукен. Кроме того, в музее выставлены археологические находки, рассказывающие о культуре местных индейских племён. Музей состоит из трёх залов: в первом представлены исторические фотографии и костюмы, во втором — находится первый печатный цех аргентинской Патагонии 1888 года, где началось печатание первой газеты в провинции, La Estrella de Chos Malal. В третьем зале представлены предметы быта индейцев, такие как топоры, горшки и стрелы.

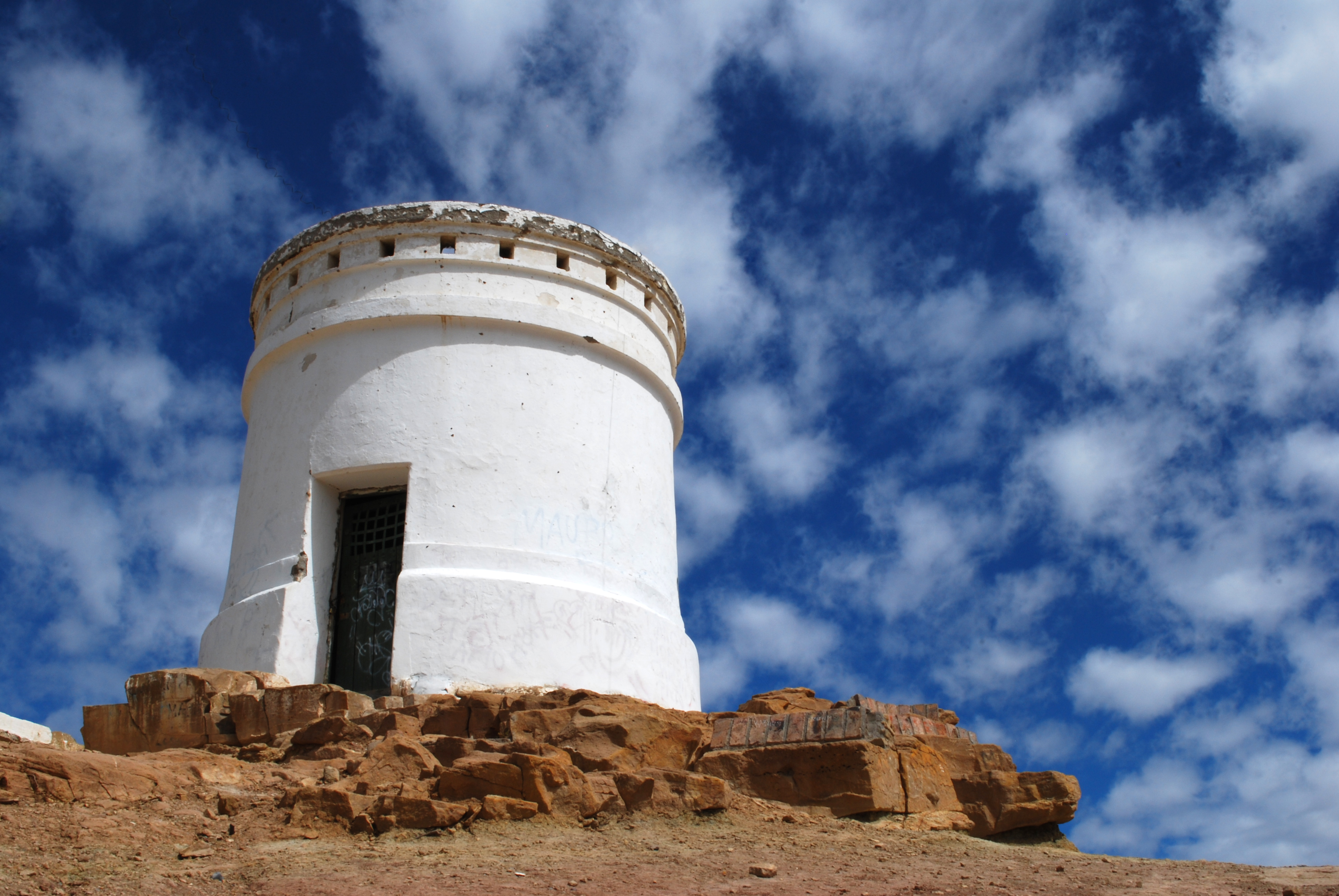
Крепостная башня Чос-Малаля

На холме форта 4-й дивизии расположена крепостная башня Чос-Малаля, сооружённая в 1891 году в память о действиях армии во время «Завоевания пустыни». Три года спустя к башне был пристроен карниз. С 1944 года форт 4-й дивизии и его строения являются национальными историческими монументами.
В центре города находится часовня Мария Ауксилиадора. Ей строительство началось вскоре после назначения Чос-Малаля столицей провинции Неукен. Она была построена из древесины, доставленной из лагуны Эпулаукен. 7 декабря 1888 года часовня была сожжена. 9 июля 1902 года сгорели также новый алтарь и образ девы Марии.
На улицах Вейнтисинко-де-Майо и Падре-Гардин расположено «историческое здание Неукена», построенное в 1880 годах. С 1887 года по 1904 в нём был Дворец правительства бывшей территории Неукена. В настоящее время в нём работает библиотека Хосе-Мануэль-Оласкоага, муниципальный исторический архив и управление по туризму региона северной части Неукена.
Реки Неукен, Науеве и Кури-Леуву хорошо подходят для рыболовства. Число рыболовов, посещающих регион, растёт из года в год, особенно в крайней части департамента, где находятся источники реки Неукена, а также лагуны Фэа, Негра и Варвако-Кампос.
В городе ежегодно проходят следующие праздники: праздник козла, шерсти и святого Себастьяна.

## Экономика
Чос-Малаль является ключевым городом на севере провинции. Главная экономическая деятельность города связана с сельскохозяйственным сектором. Среди них выделяются разведение коз и выращивание фруктов и овощей. В городе работает установка для производства медного купороса. Недалеко от города работает соляная шахта.
Публичный сектор является главным работодателем. В городе открыты филиалы банков La Nación Argentina и Banco de la Provincia del Neuquén.

## Транспорт
В начале двадцатого века почтовые отправления на гужевой тяге являлись главным средством сообщения со столицей провинции Неукен. Дороги были в то время песчаные и каменистые, а потому строительство трасс задержалось на двадцать лет. Первые трассы были построены от Неукена до Сапалы, затем от Сапалы до Лас-Лахаса, и, наконец, от Лас-Лахаса до Чос-Малаля.
Город находится на национальной магистрали № 40, которая соединяет его с Сапалой и южными городами провинции Хунин-де-лос-Андес и Сан-Мартин-де-лос-Андес на юге и с провинцией Мендоса на севере. Провинциальная магистраль № 41 соединяет Чос-Малаль с Лос-Менукосом и с Трикао-Малалем. Провинциальная магистраль № 43 соединяет город с Андакольо, столицей департамента Минас. В 110 км к западу от города находится граничный перевал Пичачен к области Био-Био Чили. Он работает зимой и является единым перевалом на севере провинции Неукен.
Близ города расположен аэродром «Оскар Регера».

## Знаменитые жители
- Грегорио Альварес — аргентинский писатель.
- Артуро Каррильо — аргентинский врач.